# Lutsharel Geertruida
Lutsharel Geertruida (Rotterdam, 18 de julho de 2000) é um futebolista neerlandês que atua como lateral-direito, zagueiro ou volante. Atualmente, joga pelo Feyenoord e pela Seleção Neerlandesa.

## Carreira
Após jogar nas categorias de base de Overmaas Rotterdam, Spartaan '20, Sparta Rotterdam e Feyenoord, Geertruida fez sua estreia profissional em outubro de 2017, pela segunda fase da Copa dos Países Baixos (vencida pelo Stadionclub), entrando aos 77 minutos da partida contra o AVV Swift. Seu primeiro gol foi em setembro de 2020, na vitória por 4 a 2 sobre o ADO Den Haag, pela Eredivisie.
Sagrou-se campeão neerlandês em 2022–23, tendo participado de 30 jogos e marcando 3 gols. Em sua carreira, venceu ainda a Supercopa dos Países Baixos de 2018.

## Carreira internacional
Descendente de curaçauenses, Geertruida defendeu as seleções de base dos Países Baixos entre 2016 e 2022, tendo participado da Eurocopa Sub-21 de 2021, substituindo Jurriën Timber. No mesmo ano, integrou a pré-convocação da Seleção Curaçauense que jogaria a Copa Ouro da CONCACAF, porém a equipe desistiu do torneio após um surto de COVID-19 atingir o elenco.
Em março de 2023, foi convocado pela primeira vez para a seleção principal dos Países Baixos, estreando na derrota por 4 a 0 para a França, pelas eliminatórias da Eurocopa de 2024.

## Estatísticas
Atualizadas até dia 28 de maio de 2023.

### Clubes
| Clube             | Temporada         | Campeonato Nacional | Campeonato Nacional | Campeonato Nacional | Copa Nacional[a] | Copa Nacional[a] | Competições Continentais[b] | Competições Continentais[b] | Outros Torneios[c] | Outros Torneios[c] | Total    | Total |
| Clube             | Temporada         | #                   | Partidas            | Gols                | Partidas         | Gols             | Partidas                    | Gols                        | Partidas           | Gols               | Partidas | Gols  |
| ----------------- | ----------------- | ------------------- | ------------------- | ------------------- | ---------------- | ---------------- | --------------------------- | --------------------------- | ------------------ | ------------------ | -------- | ----- |
| Feyenoord         | 2017–18           | Eredivisie          | 0                   | 0                   | 1                | 0                | 0                           | 0                           | —                  | —                  | 1        | 0     |
| Feyenoord         | 2018–19           | Eredivisie          | 2                   | 0                   | 1                | 0                | 2                           | 0                           | —                  | —                  | 5        | 0     |
| Feyenoord         | 2019–20           | Eredivisie          | 17                  | 0                   | 3                | 0                | 6                           | 0                           | —                  | —                  | 26       | 0     |
| Feyenoord         | 2020–21           | Eredivisie          | 30                  | 5                   | 2                | 2                | 5                           | 1                           | 0                  | 0                  | 37       | 8     |
| Feyenoord         | 2021–22           | Eredivisie          | 28                  | 3                   | 1                | 0                | 12                          | 1                           | —                  | —                  | 41       | 4     |
| Feyenoord         | 2022–23           | Eredivisie          | 30                  | 3                   | 3                | 0                | 8                           | 0                           | —                  | —                  | 41       | 3     |
| Total na carreira | Total na carreira | Total na carreira   | 107                 | 11                  | 11               | 2                | 27                          | 2                           | 0                  | 0                  | 151      | 15    |

- a. ^ Jogos da Copa dos Países Baixos e Supercopa dos Países Baixos
- b. ^ Jogos da Liga Europa
- c. ^ Jogos da Liga Conferência

### Seleção Neerlandesa
18 de junho de 2023
| Seleção       | Ano   | Partidas | Gols |
| ------------- | ----- | -------- | ---- |
| Países Baixos | 2023  | 3        | 0    |
| Total         | Total | 3        | 0    |

## Títulos

### Feyenoord
- Eredivisie: 2022–23[12]
- Copa dos Países Baixos: 2017–18[13] e 2023–24
- Supercopa dos Países Baixos: 2018[14] e 2024

### Prêmios individuais
- Melhor onze da Liga Conferência Europa da UEFA de 2021–22[15]